# 安德烈耶夫卡 (莫斯科州)
安德烈耶夫卡（羅馬化：Andreyevka）是俄罗斯莫斯科州的市级镇，属州辖市索尔涅奇诺戈尔斯克市，地处莫斯科州中西北部，在索尔涅奇诺戈尔斯克东南、州府莫斯科西北方，东侧与莫斯科市的泽列诺格勒区接壤。
该地2021年人口有10,983人；2010年人口10,008人；2002年人口8,465人；1979年人口6,648人。